# Причинная механика
Причи́нная меха́ника (Теория времени) — не признанная научным сообществом и не имеющая достаточного экспериментального подтверждения гипотеза о физических свойствах времени и объективном отличии причин от следствий, предложенная советским астрофизиком Николаем Козыревым в 1958 году.

## История появления и общие сведения
Гипотеза Николая Козырева о сути времени впервые была изложена в статье «Причинная или несимметричная механика в линейном приближении». Она вышла к Х Генеральной ассамблее Международного астрономического союза (Москва, август 1958 года) и стала как бы продолжением формализации понятия времени.
Первым шагом на этом пути была работа И. Ньютона «Математические начала натуральной философии», увидевшая свет в 1687 году. В ней постулировалось, что время и пространство являются абсолютными и не зависят от свойств материальных тел и проходящих процессов. Причём пространство является трёхмерным евклидовым, а время — параметром, изменяющимся равномерно и одинаково во всех его точках:6.
Следующий шаг в развитии представлений о времени связан с А. Эйнштейном и Г. Минковским. В 1905 году А. Эйнштейн создал специальную теорию относительности, представив её в виде математических формул, связывающих между собой пространственные интервалы и временные промежутки. В 1908 году Г. Минковский дал этой теории геометрическую интерпретацию, предположив, что наш мир является не трёхмёрным, как тогда считалось, а четырёхмерным, причём одно из направлений является временным, идущим из прошлого через настоящее в будущее. Их подход, рассматривая понятие времени И. Ньютона как частный случай, хорошо описывает электромагнитные явления:6. Развитие этого подхода получено в общей теории относительности рассматривающей гравитацию как искривление четырёхмерного пространства-времени.
Гипотеза Н. Козырева стала дальнейшей разработкой представлений[каких?] о времени:6. Она возникла в конце 40-х годов XX века, в ходе попыток построить полуэмпирические модели звёзд с целью определения происхождения звёздной энергии. В его расчётах получалось, что и плотность вещества в центре звезды, и температура (порядка 6 млн K) недостаточны для процессов термоядерного синтеза. Решением проблемы стала его гипотеза о времени, как источнике звёздной энергии.
Время, по Козыреву, кроме пассивного свойства длительности обладает и другими особенностями, за счёт которых происходит его влияние на события мира. Эти свойства проявляются в причинно-следственных связях и выражаются в противодействии обычному ходу процессов, ведущему к увеличению энтропии. Н. Козырев назвал эти свойства физическими или активными, а теорию, описывающую их — причинной механикой. Интересно, что понятия времени у Ньютона, с одной стороны, и Эйнштейна-Минковского, с другой, могут быть частными случаями представления о времени, описываемых причинной механикой Козырева:12.
В дальнейшем Н. Козырев проделал большую теоретическую и экспериментальную работу в развитие своей теории и дополнил её циклом астрономических наблюдений. В ряде случаев опыты давали положительный результат и интерпретировались как успешные. Однако, либо независимая перепроверка их не подтверждала, либо уровень точности признавался недостаточным для однозначных выводов.
В целом полагается, что теория не нашла достаточного научного подтверждения и была признана научным сообществом ошибочной. Тем не менее, она имеет своих приверженцев, почитателей и последователей, продолжающих исследования.

## Основные составляющие причинной механики

### Аксиомы
Гипотеза Н. Козырева использует пять основных аксиом:9-11:
I. Неполнота существующих законов механики состоит в отсутствии учёта принципиального отличия причин от следствий. Истинная механика должна быть причинной, то есть содержать в себе принцип, позволяющий некоторым механическим опытом отличить причину и следствия, а значит принять в качестве аксиомы:
- В причинных связях всегда существует принципиальное отличие причин от следствий. Это отличие является абсолютным, не зависящим от точки зрения, то есть от системы координат.

II. В существующей механике причинность явлений выражается третьим законом Ньютона равенства действия и противодействия. Из него следует, что воздействовать на тело может только сила со стороны другого тела, то есть только другое тело может быть причиной механического воздействия. Одновременно, с точки зрения механики, основным свойством тел является непроницаемость, или невозможность для разных тел занимать одновременно одну и ту же часть пространства. Поэтому причины и следствия, будучи всегда связанными с разными телами, должны быть обязательно связанными и с разными точками пространства. Отсюда аксиома основного свойства причинности:
- Причины и следствия всегда разделяются пространством. Расстояние между причиной и следствием может быть сколько угодно малым, но не может быть равным нулю.

III. Так как по аксиоме II причина и следствие всегда связаны с разными материальными точками, суть событий, проходящих в одной точке, описывается следующей аксиомой:
- Причины и следствия, возникающие в одной и той же точке пространства, различаться не могут и представляют собой тождественные понятия.

IV. Из того обстоятельства, что причина всегда находится в прошлом по отношению к следствию, вытекает следующая аксиома:
- Причины и следствия всегда разделяются временем. Промежуток времени между причиной и следствием может быть сколь угодно малым, но не может быть равным нулю.

V. Принято считать, что у времени есть только одно пассивное свойство — длительность. Но различия причин и следствий показывает, что время обладает ещё одним особым свойством. Это свойство заключается в отличии будущего от прошедшего и может быть названо направленностью или ходом. То есть:
- Время обладает особым, абсолютным свойством, отличающим будущее от прошедшего, причин от следствий, которое может быть названо направленностью или ходом.

### Понятия

#### Ход времени
Ход времени — это особое, абсолютное свойство, отличающее будущее от прошедшего (см. аксиому V). Для иллюстрации понятия хода времени можно использовать записанное на киноплёнку действие. Ходом времени, в этом случае, станет процесс движения плёнки. Изменение скорости просмотра будет явным для тех, кто наблюдает со стороны. Для тех, кто находится в кадрах фильма, каким бы ни было изменение скорости, оно останется незаметным. Оно ни в коей степени не повлияет ни на причинно-следственную связь, ни на временной порядок событий.
Ход времени — основа обычного течения времени и причинно-следственного порядка. Это то, благодаря чему процессы в мире протекают относительно предсказуемо и синхронно, наполняя смыслом счёт времени.
Ход времени нашего мира определяется некоторой универсальной постоянной, обозначаемой символом {\displaystyle c_{2}}.
Математически, ход времени выражается соотношением:
где {\displaystyle \delta x} — элемент (точка) пространства, {\displaystyle \delta t} — элемент (точка) времени, {\displaystyle c_{2}} — имеет размерность скорости и является псевдоскаляром, то есть, скаляром, меняющим свой знак при переходе от правой системы координат к левой и обратно.
Геометрически {\displaystyle \delta x} и {\displaystyle \delta t} — это точки, в отличие от {\displaystyle \Delta x} и {\displaystyle \Delta t}, которые являются отрезками, и выражают: {\displaystyle \Delta x} — расстояние, {\displaystyle \Delta t} — временной промежуток между причиной и следствием. Скорость, вычисленная по {\displaystyle \Delta x} и {\displaystyle \Delta t}, будет обычной скоростью, то есть {\displaystyle v={\frac {\Delta x}{\Delta t}}}.
В причинной механике время — это самостоятельное явление природы, отдельное от пространства, поэтому {\displaystyle \delta x} и {\displaystyle \delta t} относятся к разным субстанциям и системам координат: {\displaystyle \delta x} принадлежит пространству, а {\displaystyle \delta t} — времени. Поэтому величина {\displaystyle c_{2}} — отношение пространства (или материальной точки) и времени. В принципе это можно переформулировать как c2 = пространство / время, то есть, можно сказать, что {\displaystyle c_{2}} представляет собой скорость взаимодействия времени и материи.
Если бы ход времени отсутствовал, то есть {\displaystyle c_{2}=0}, процессы в мире были бы хаотичными, асинхронными и, в принципе, подсчёт времени не имел бы смысла. Такое условие, по мнению Н. Козырева, соблюдается в механике атома. В ситуации, когда {\displaystyle c_{2}\rightarrow \infty }, случай соответствует обычной механике:12.
Отметим, что символом {\displaystyle c_{1}} Николай Козырев обозначает скорость света в вакууме. По его расчётам отношение {\displaystyle c_{2}} к {\displaystyle c_{1}} примерно равно ещё одной фундаментальной безразмерной константе — постоянной тонкой структуры Зоммерфельда:12.

#### Плотность времени
В ходе экспериментов по изучению свойств времени, Н. Козырев столкнулся с заметной нестабильностью получаемых результатов. Преодолеть её он пытался введением и учётом нового параметра — плотности времени, под которым понималась степень его активности:1.
Предполагается, что активные свойства времени, то есть плотность, должны меняться из-за взаимодействий с происходящими в природе процессами. Это, в свою очередь, будет влиять на ход самих процессов и на свойства вещества. Таким образом, вещество может быть детектором, обнаруживающим изменения плотности времени:2.
В пространстве плотность времени неравномерна и зависит от характеристик места, где происходят процессы. Николай Козырев экспериментально показал, что некоторые процессы, уменьшая энтропию, ослабляют плотность времени, и его поглощают. Другие же, вызывающие рост энтропии, наоборот — увеличивают плотность времени и, следовательно, его излучают.
По мнению Н. Козырева, утерянная из-за идущего процесса организованность системы уносится временем. Это означает, что время несёт информацию о событиях, которая может быть передана другой системе. И действительно, по результатам его экспериментов, у вещества, находящегося вблизи излучающего время процесса, упорядочивалась структура. Это явилось определённым доказательством, что именно действие плотности времени уменьшает энтропию, то есть противодействует обычному ходу событий:2 и становится активным участником мироздания, устраняющим возможность его тепловой смерти.

#### Событийный сигнал
Гипотеза о мгновенном распространении сигнала события посредством времени вскользь высказывалась в одной из ранних работ Н. Козырева. В окончательном виде она была сформулирована в ходе экспериментов по изучению плотности времени, после специальных астрономических наблюдений. Оказалось, что событийный сигнал не экранируется и появляется практически сразу вне зависимости от расстояния до места события.
Эти исследования Н. А. Козырев проводил совместно с В. В. Насоновым, наблюдая разные космические объекты: звёзды, галактики, шаровые скопления. Для каждого из наблюдавшихся объектов с помощью специально разработанных приборов удавалось регистрировать сигналы, идущие как от места, совпадающего с видимым положением объекта, то есть, оттуда, где объект находился в далёком прошлом, так и от места, где объект находился в момент наблюдения. В дальнейшем некоторые исследователи подтвердили полученные результаты.

### Ожидаемые результаты наблюдений
Закономерности причинной механики должны проявляться в ряде наблюдаемых фактов:
- Действие сил, обусловленных причинной механикой на вращающиеся небесные тела, должно приводить к асимметрии формы этих тел относительно экватора[1].
- Действие сил, обусловленных причинной механикой, должно приводить к изменению веса гироскопа при вращении[1].
- Движение времени, являясь источником энергии, может приводить к значительному повышению температуры ядра небесного тела и, как следствие, вулканической деятельности даже на, казалось бы, давно остывших объектах, например Луне[1].
- Время может создавать в системе момент вращения и внутренние напряжения, работа которых будет изменять её энергию. Время может переносить энергию, момент вращения, но оно не переносит импульса[16].
- Так как время не распространяется, а появляется сразу во всей Вселенной, информация передаётся временем на любые расстояния мгновенно. Это не противоречит требованиям теории относительности, поскольку при такой передаче нет никаких материальных движений. Таким образом, существует принципиальная возможность наряду с видимым положением звезды фиксировать и её истинное положение[17][18].

### Некоторые общие следствия
Закономерности причинной механики приводят к некоторым умозаключениям:
- На ось времени вся Вселенная проектируется одной точкой, поэтому время не распространяется в ней, а проявляется сразу и везде[15].
- В природе существуют постоянно действующие причины, препятствующие возрастанию энтропии, а значит и тепловой смерти вселенной[1]:5.
- Не исключено, что некоторые явления психики человека объясняются возможностью связи через время: например, интуиция и телепатия[15].
- Создание машины времени принципиально невозможно, потому что мир с обратным течением времени не является, как иногда думают, кинофильмом, пущенным в обратную сторону. В обратном кино нарушается причинность. При условии действия одинаковых сил течение времени, противоположное нашему, равноценно жизни, отражённой в зеркале. Люди, например, будут как обычно ходить лицом вперёд, но в своём большинстве окажутся левшами[1]:14.
- Принципиально возможно создание двигателя, использующего для своей работы энергию хода времени[1]:20.

## Критика
- 23 января 1960 г. Бюро Отделения физико-математических наук (ОФМН АН СССР) создало комиссию под председательством чл.-кор. АН СССР А. А. Михайлова по проверке теории и экспериментов Н. А. Козырева. В её состав входило девять человек, разделённых на подгруппы, занимавшихся проверкой по трём направлениям: Теория, Эксперимент, Проблема асимметрии планет.

В исследованиях, длившихся около полугода, участвовал как сам Н. Козырев, так и ряд других специалистов. Результаты оглашены 15 июня 1960 г. Общие выводы сводились к следующему:
- теория не основана на чётко сформулированной аксиоматике, её выводы не развиты достаточно строго логическим или математическим путём;
- качество и точность проводимых лабораторных опытов не дают возможности сделать определённые заключения о характере наблюдаемых эффектов, в опытах недостаточно устранены различные побочные влияния;
- с целью установления асимметрии северного и южного полушарий Юпитера и Сатурна, имеющей принципиальное значение для теории, следует провести особо тщательные, объективные измерения с использованием прежних и новых, специально сделанных снимков планет.

- В 1961 году сотрудники Пулковской обсерватории Xейно Поттер и Борис Стругацкий (писатель-фантаст), проведя анализ фотоснимков, осуществили проверку асимметрии формы больших планет. У Сатурна её не обнаружили вовсе. Относительно Юпитера они пришли к заключению, что кажущаяся асимметрия является следствием несимметричного расположения полос на его диске и не имеет «ничего общего с геометрической асимметрией фигуры планеты»[20].
- В 1990 году один из самых престижных американских журналов в области физики Physical Review Letters и авторитетный английский журнал Nature опубликовали несколько статей разных групп исследователей, пытавшихся выявить изменение веса вращающегося гироскопа, предсказываемое гипотезой Н. Козырева. В одну из групп входил известный американский физик Джеймс Э. Фаллер (англ.), специализирующийся на проблемах гравитации и анализе попыток пересмотра её законов. Во всех описанных в журналах случаях результат оказался негативным (англ. null result)[21][22][23].
- По мнению академика РАН, директора Государственного астрономического института Анатолия Черепащука, в настоящее время теория Н. Козырева отвергается подавляющим большинством физиков и астрономов ввиду полной необоснованности[4]. Так, проверка результатов его экспериментов, проведённая по его же просьбе двумя Комиссиями Учёного Совета Пулковской обсерватории в 1960 и 1967 годах, показала, что наблюдаемые им эффекты находятся на пределе точности измерений и не являются убедительными. Попытки некоторых учёных получить новые экспериментальные подтверждения, предпринятые в начале 90-х годов, также не увенчались успехом и по той же причине. Кроме того, трудности в части состояния внутреннего строения звёзд, с которыми сталкивался Н. А. Козырев, современная теория давно преодолела и вполне успешно объясняет их свечение результатом термоядерных превращений в недрах, без привлечения каких-либо экзотических механизмов.
- Журнал «Физическая мысль России» в 2000 году опубликовал статью Александра Пархомова. В ней показано, что в наблюдениях Н. Козырева для регистрации астрономических объектов в их истинном положении не требуется мгновенной скорости распространения сигнала. Причина — в гравитационной фокусировке, приводящей к приходу сигнала с двух направлений. Одно практически совпадает с направлением на истинное положение объекта, второе — на видимое. В статье также представлены результаты наблюдений, подтверждающие это объяснение[24].

## Отражение в художественной литературе
Предположение Н. Козырева о принципиальной возможности создания двигателя, использующего для своей работы энергию хода времени, послужило отправной точкой в создании рассказа братьев Стругацких «Забытый эксперимент» (1959).
Трилогия «Сильные» Г. Л. Олди («Пленник железной горы», «Чёрное сердце», «Железный адьярай») основана на теории Н. Козырева.